# Otto von Czernin
Otto Rudolf Theobald Ottokar Maria, comte Czernin von und zu Chudenitz, né le 27 août 1875 à Dimokur en Bohême et mort le 14 juin 1962 à Salzbourg, fut un diplomate austro-hongrois pendant la Première Guerre mondiale, le frère cadet du ministre des Affaires étrangères Ottokar Czernin.

## Biographie
Membre de la famille noble des Czernin de Chudenitz en Bohême, il est né au château de Dimokur. Après des études à l'Académie de la reine Thérèse (Theresianum) à Vienne, il fut admis au service diplomatique de l'Autriche-Hongrie et fut envoyé tout d'abord à Londres, puis en 1904 à Rome. Son tuteur fut le futur ministre des Affaires étrangères le comte Lexa von Aehrenthal dont la politique expansionniste il soutint lors de la crise de l'annexion de la Bosnie en 1908.
Il épousa Lucy Katherine Beckett (née 1884), fille de Ernest Beckett, 2e baron Grimthorpe, un homme politique britannique, à Londres en 1903. Ce mariage produit trois fils, mais résulte dans un divorce peu après le début des hostilités en 1914. En 1939, il épousa en secondes noces Maria Lisa Pfeiffer (1899-1983) à Presbourg. 
À la veille de la Première Guerre mondiale, il servit comme conseiller à l'ambassade de St. Pétersbourg et au début de la crise de juillet, il fut chargé d'affaires ad interim et gère directement les affaires avec le ministre russe des Affaires étrangères Sazonoff.
Après le déclenchement de la guerre, le comte Czernin retourna à Vienne et fut employé par l'armée austro-hongroise. Le 24 janvier 1917, il fut envoyé à Sofia en tant que ministre en remplaçant le comte Tarnówski von Tarnów et occupe ce poste jusqu'au 4 novembre 1918. Il eut un impact significatif sur la politique bulgare pendant la guerre et fut considéré par certains comme un meilleur diplomate que son frère aîné erratique. 
Après la guerre, le comte Czernin démissionna de la fonction publique et chercha à avertir l'expropriation de ses terres bohèmes en Tchécoslovaquie. Dans les années 1930, il exprima une certaine sympathie pour le parti nazi. En décembre 1933, un article antisémite de sa plume paraissait dans le journal Der Stürmer. Néanmoins, son fils Manfred (1913-1962) qui était resté avec sa mère au Royaume-Uni fut un pilote de la RAF et un membre du Special Operations Executive pendant la Seconde Guerre mondiale. 
Après la Seconde Guerre mondiale, il rejoignit la cause d'Otto de Habsbourg pour une Europe unifiée.